# 杜姆卡河
杜姆卡河（羅馬化：Dumka）是烏克蘭的河流，位於該國西部，屬於里夫河的左支流，發源自拉迪夫齊，流經赫梅利尼茨基州和文尼察州，河道全長25公里，流域面積157平方公里。